# 明文衡
《明文衡》又名《皇明文衡》，為明朝程敏政所編，共一百卷。
《明文衡》编次依《玉台新咏》体例，分三十八体，包括代言、赋、骚、乐府、琴操、表笺、奏议、论说、解、辩、原、箴、铭、颂、赞、策问、问对、书、记、序、题跋、杂著、行状、神道碑、墓志、墓表、祭文、字说等。全書收錄洪武至成化年間文章，如宋濂、楊士奇、王叔英等人所撰之樂府、琴操、表箋、奏議等。其中有數十篇有目无文。所录多歌颂封建並推尊儒学的作品，“不免芜杂之讥。”
程敏政生前此書未及刊行。族侄程曾於休宁老家发现手稿，共抄出十六册。正德五年（1510年）本書由徽州府推官張鵬首次刻行，但品質不佳。嘉靖初年，学政卢焕攜至应天府，交由教授范震、李文會先後重校，並於嘉靖六年重刻。